# Port lotniczy Kaolack
Port lotniczy Kaolack (IATA: XLC, ICAO: GOOK) – port lotniczy położony w Kaolack, w Senegalu.